# Diaemus youngi
Diaemus youngi е вид прилеп от семейство Американски листоноси прилепи (Phyllostomidae). Видът не е застрашен от изчезване.

## Разпространение и местообитание
Разпространен е в Аржентина, Боливия, Бразилия, Венецуела, Гватемала, Гвиана, Еквадор, Колумбия, Коста Рика, Мексико, Никарагуа, Панама, Парагвай, Перу, Салвадор, Суринам, Тринидад и Тобаго и Френска Гвиана.
Обитава гористи местности, пещери, долини, храсталаци и плантации в райони с тропически климат, при средна месечна температура около 23,8 градуса.

## Описание
Теглото им е около 36,7 g.